# سفورانید
سفورانید(به انگلیسی: Ceforanide) یک آنتی بیوتیک سفالوسپورینی نسل دوم است.